# توم هيوز (لاعب كرة قدم)
توم هيوز (بالإنجليزية: Tom Hughes)‏ (1 يناير 1892 في المملكة المتحدة - ) هو لاعب كرة قدم بريطاني (وحمل سابقاً جنسية المملكة المتحدة لبريطانيا العظمى وأيرلندا) في مركز مهاجم داخلي. لعب مع نيوكاسل يونايتد.

## وصلات خارجية
- توم هيوز على موقع قاعدة بيانات كرة القدم.إي يو (الإنجليزية)
- توم هيوز على موقع قاعدة بيانات كرة القدم.إي يو (الإنجليزية)